# Церковь кордельеров (Нанси)
Церковь Сен-Франсуа-де-Кордельер (фр. Église Saint-François-des-Cordeliers) — церковь в старой части города Нанси, располагающаяся непосредственно у Дворца герцогов Лотарингии. Являлась усыпальницей герцогов Лотарингии. С 1840 года — национальный памятник истории Франции, входит в Лотарингский музей.

## История

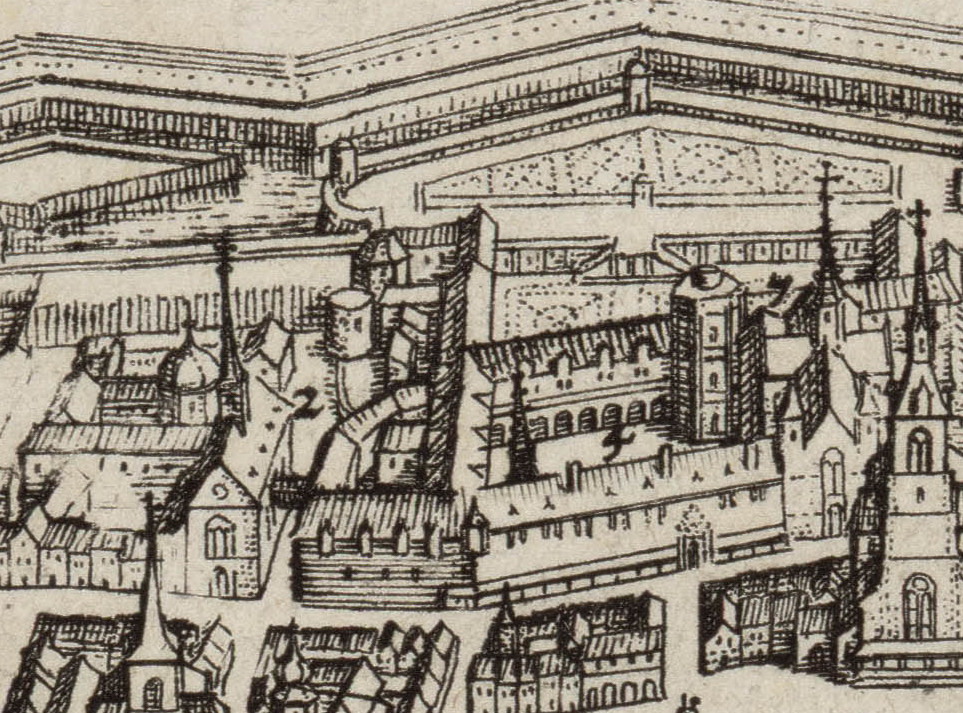
Церковь в ок. 1620 году.

Церковь построена в 1487 году Рене II Лотарингским после битвы при Нанси рядом с герцогским дворцом, сооружённым в то же время. Церковь принадлежала старинному ордену кордельеров (ветвь ордена францисканцев) и была усыпальницей герцогов.

## Архитектура
Здание церкви имеет на удивление простой внешний вид с общей длиной 73 м и шириной всего 9 м. Единственный широкий неф, что было характерно для архитектуры церквей кордельеров, был украшен множеством окон. Некоторые их фрагменты сейчас находятся в Лотарингском музее. Сохранились некоторые фрески на хорах. На боковой стороне нефа расположены ниши с гробницами нескольких герцогов Лотарингии. Перед алтарем на правой стороне расположена полихромная ниша герцога Рене II Лотарингского, сделанная в стиле Ренессанс. В 1522 году алтарь был украшен многоцветной алтарной композицией. Большая розетка переделана в классический период и изображает геральдический щит Лотарингии. Слева от алтаря находится вход в часовню, где покоятся герцоги Лотарингии.

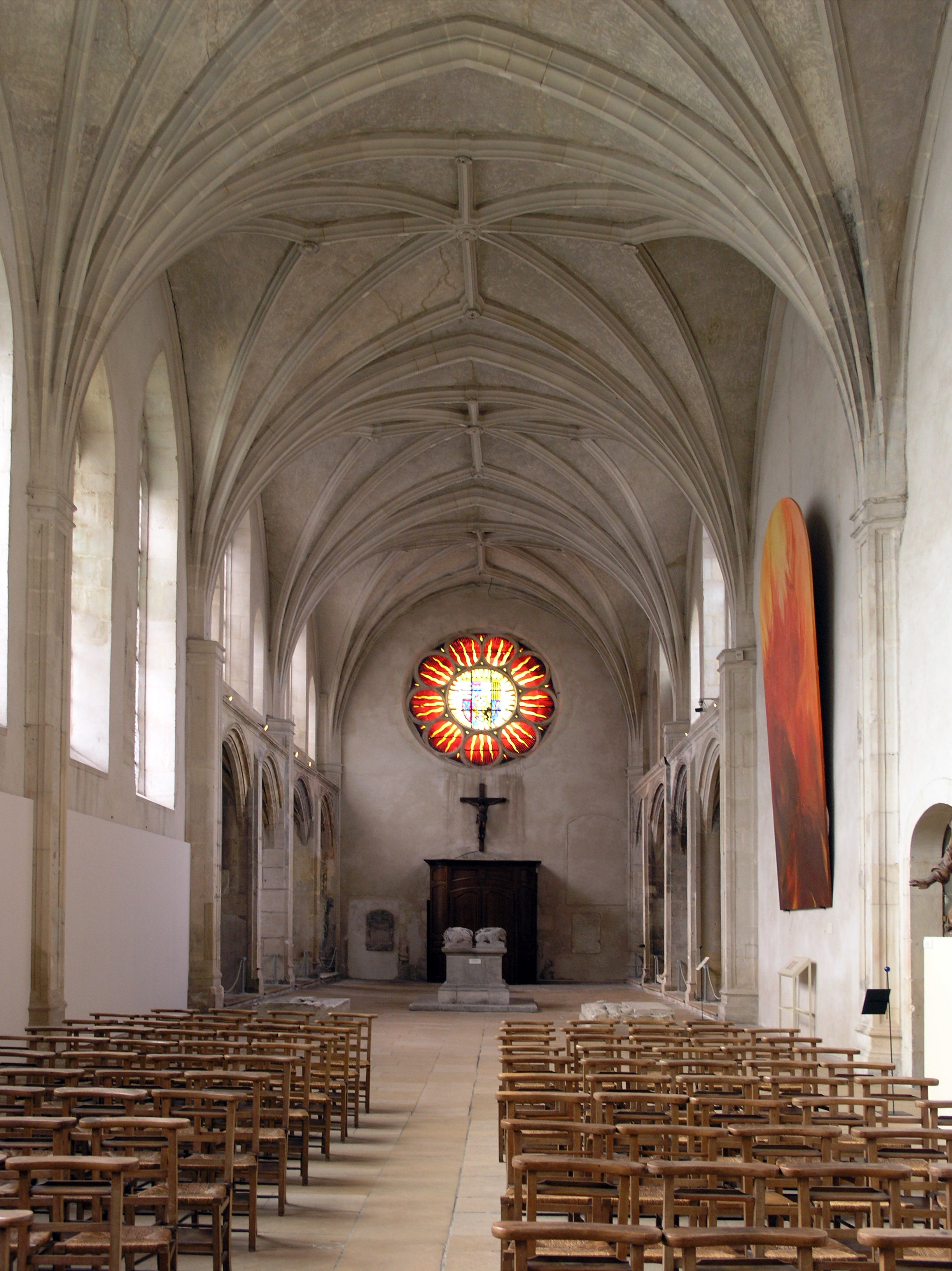
Внутренний вид церкви
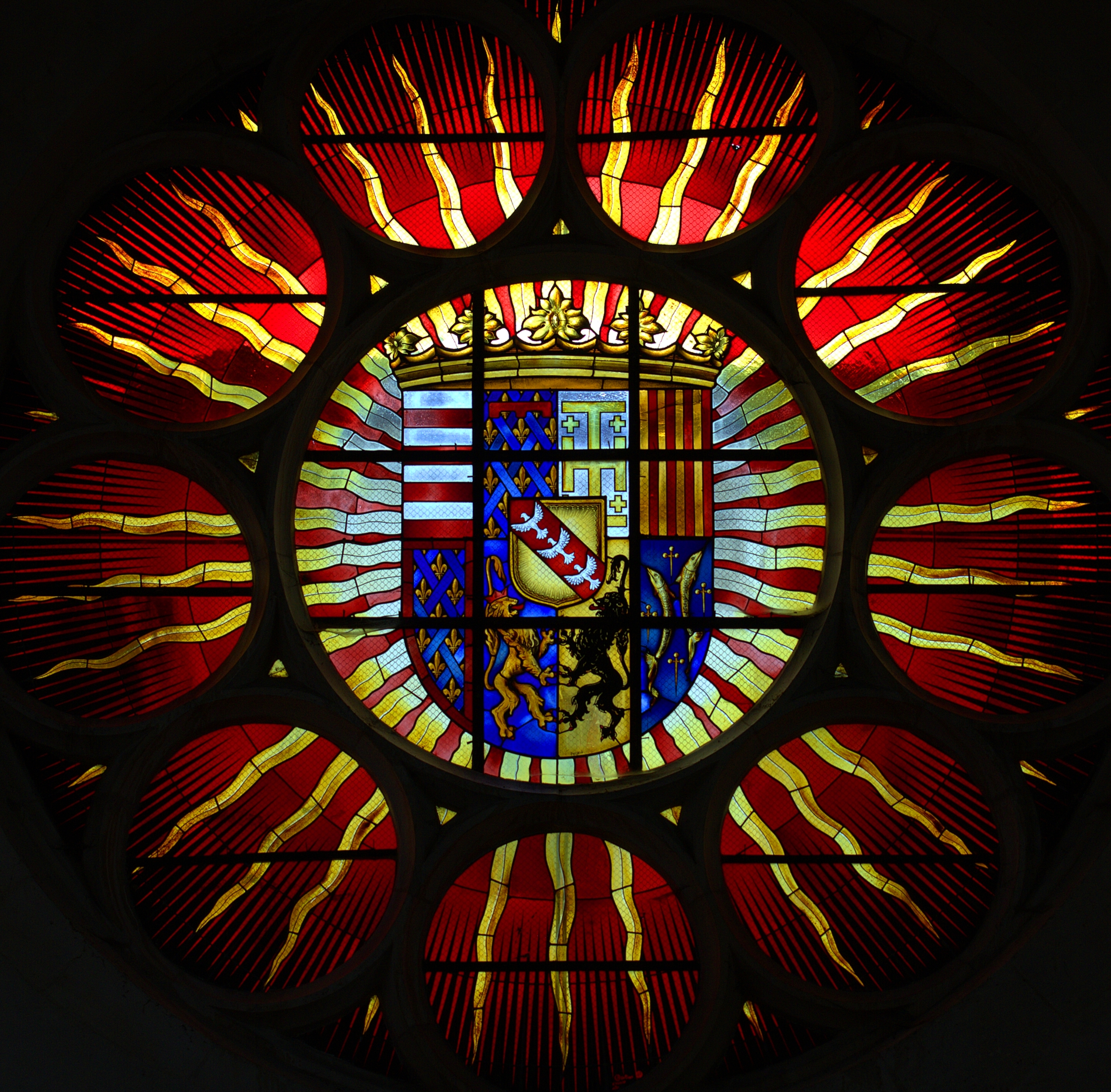
Герб герцога Антуана Лотарингского
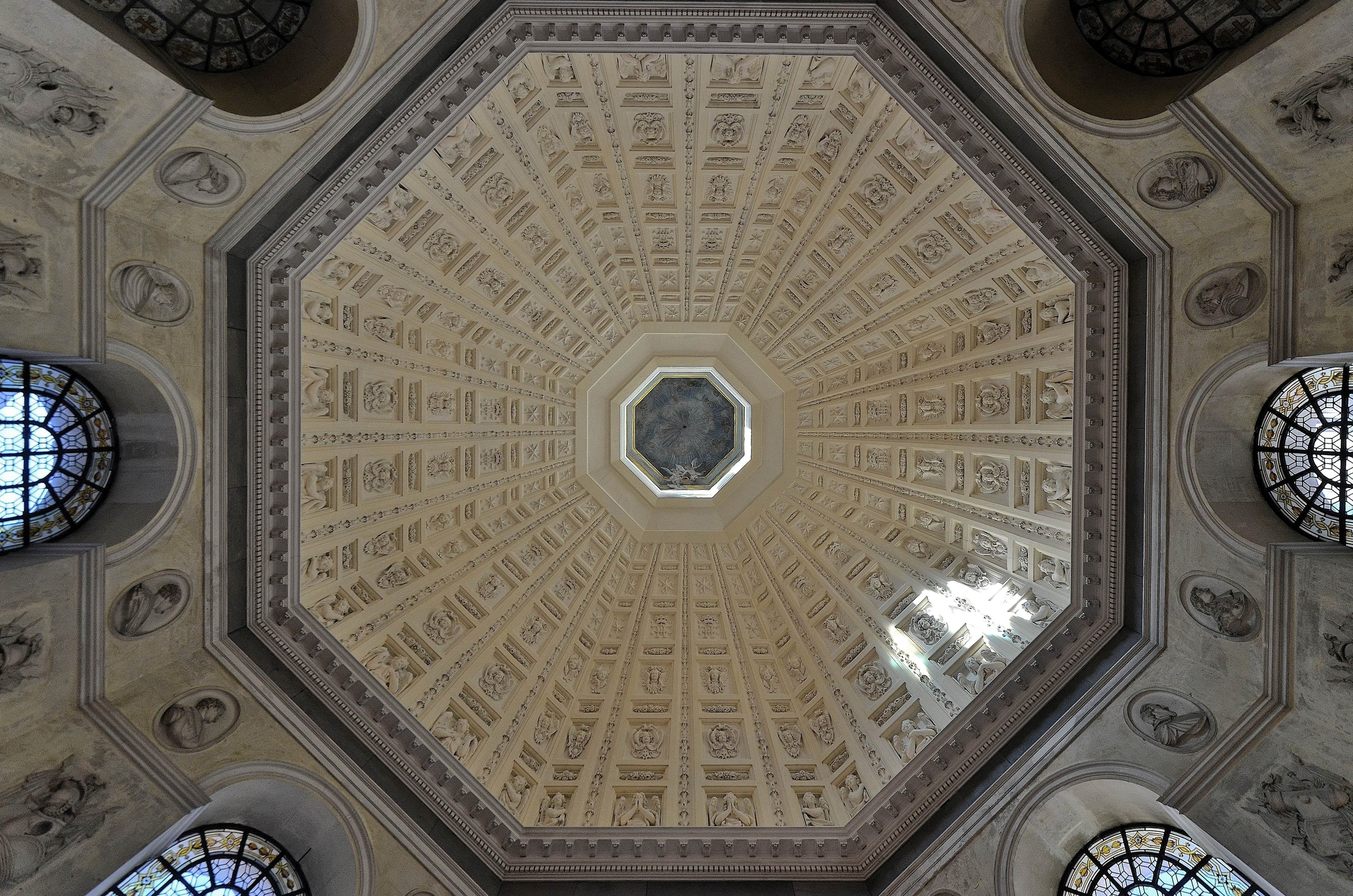
Купол
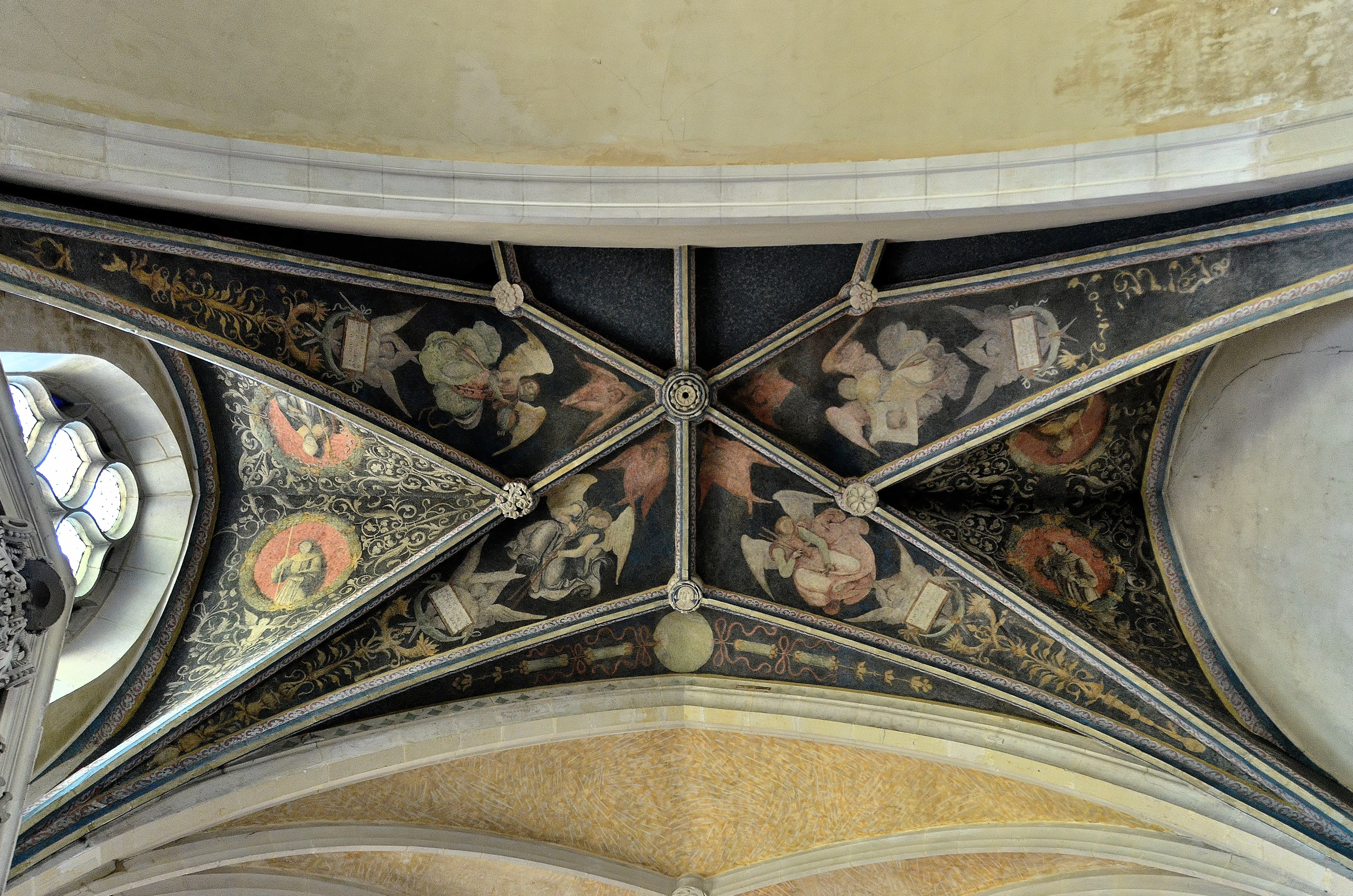
Ангелы как орудие Страстей.
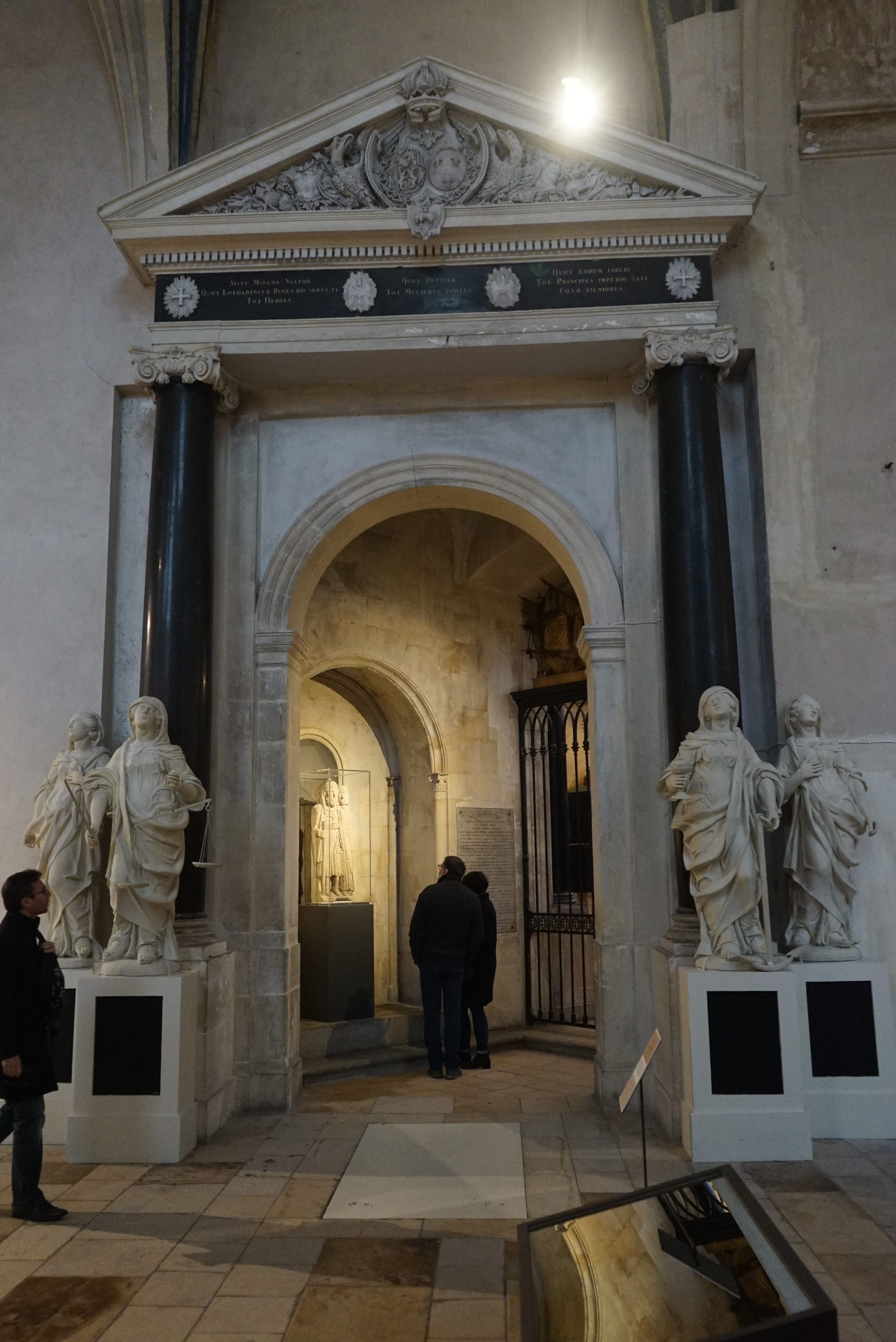
Портал в гробницу

## Усыпальница
В церкви находятся усыпальницы герцогов Лотарингских, а также некоторых знатных людей.
- Рене II Лотарингский (1451—1508) — герцог Лотарингии
- Филиппа Гелдернская (1467—1547) — супруга Рене II Лотарингского
- Генрих III де Водемон (ум. 1348) — герцог Лотарингии с женой Изабель Лотарингской (ум.1335)
- Антуан де Водемон (1400—1458) — герцог Лотарингии с женой Мари д’Аркур (1398—1476)

- Шарль Лотарингский (1561—1587) — кардинал де Водемон
- Калло, Жак (1592—1635) — французский гравер и рисовальщик
- Жан Леклерк (1586—1633) — живописец и гравёр, посол герцогов Лотарингии

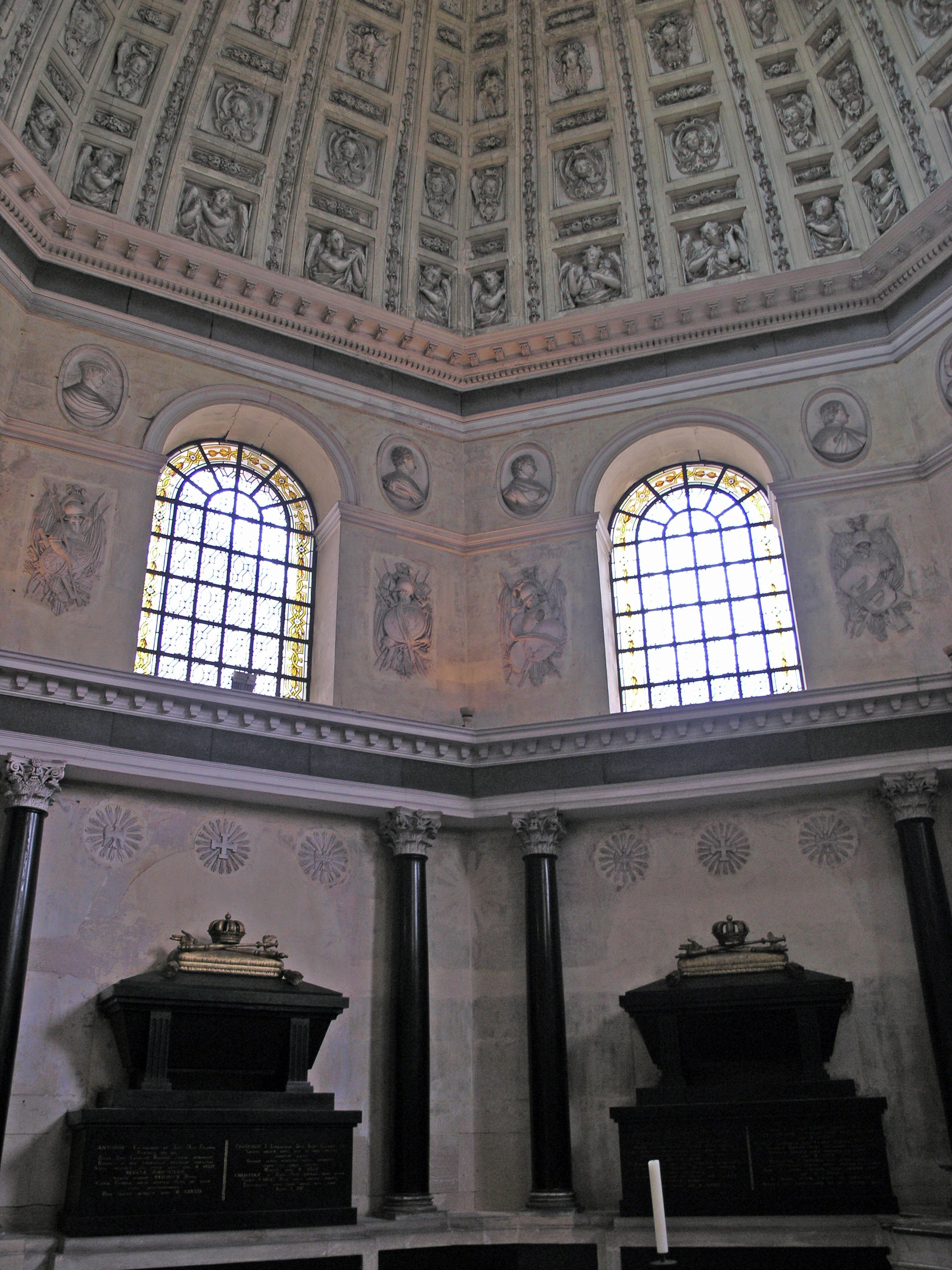
Внутренний вид погребальной
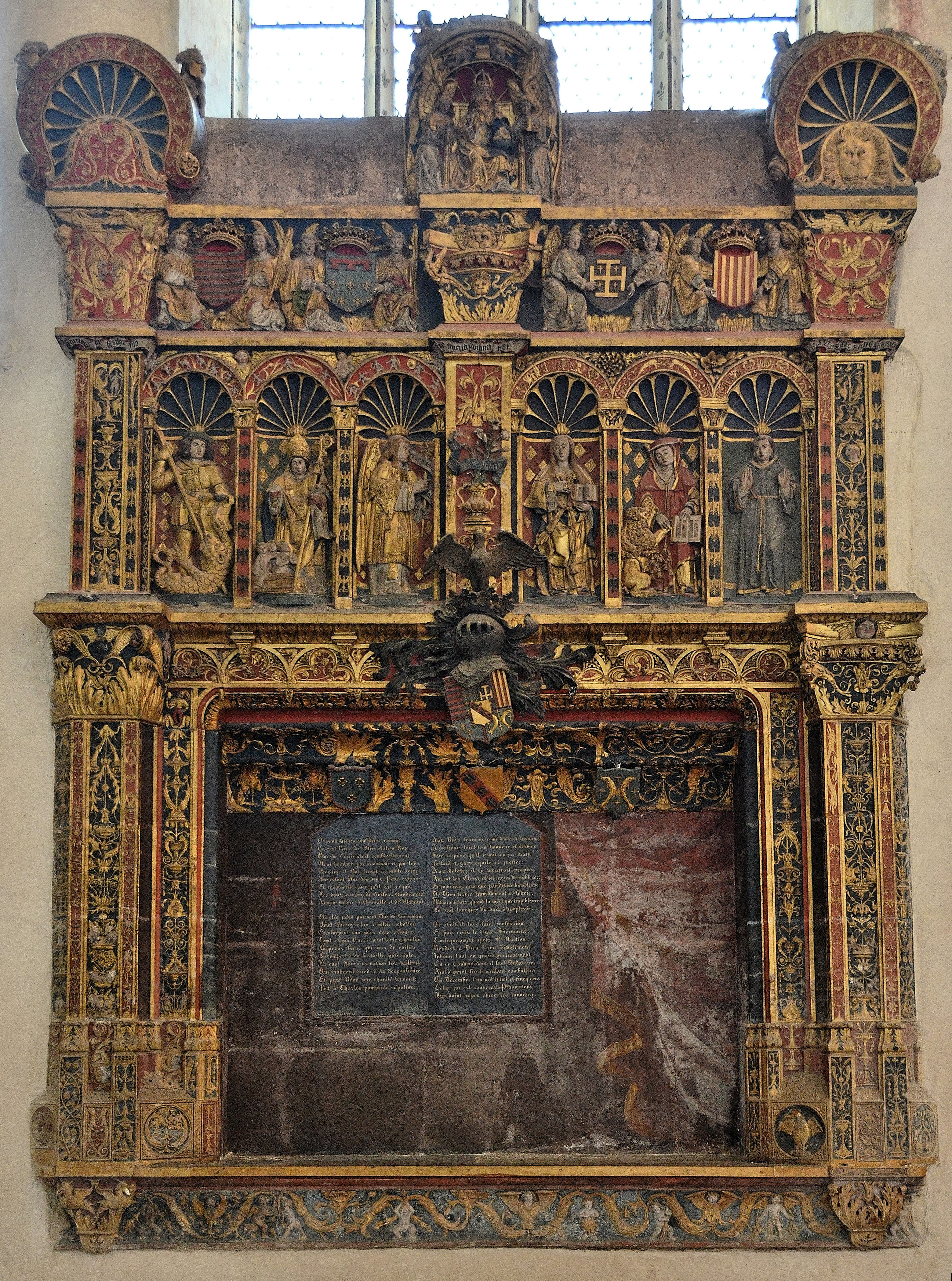
Гробница герцога Рене II
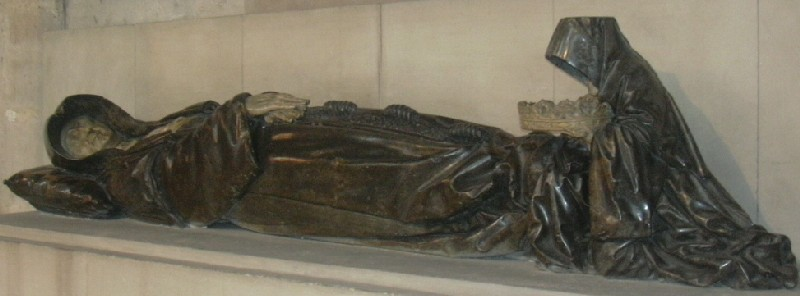
Эффигия Филиппы Гелдернской (скульптор Лижье Ришье)